# Centre d'Elaboració de Materials i Estudis Estructurals
El Centre d'Elaboració de Materials i Estudis Estructurals (en francès: Centre d'Élaboration de Matériaux et d'Etudes Structurales), conegut per les sigles CEMES, és un laboratori públic de recerca del CNRS francès (l'equivalent del CSIC espanyol) situat a Tolosa de Llenguadoc, França.

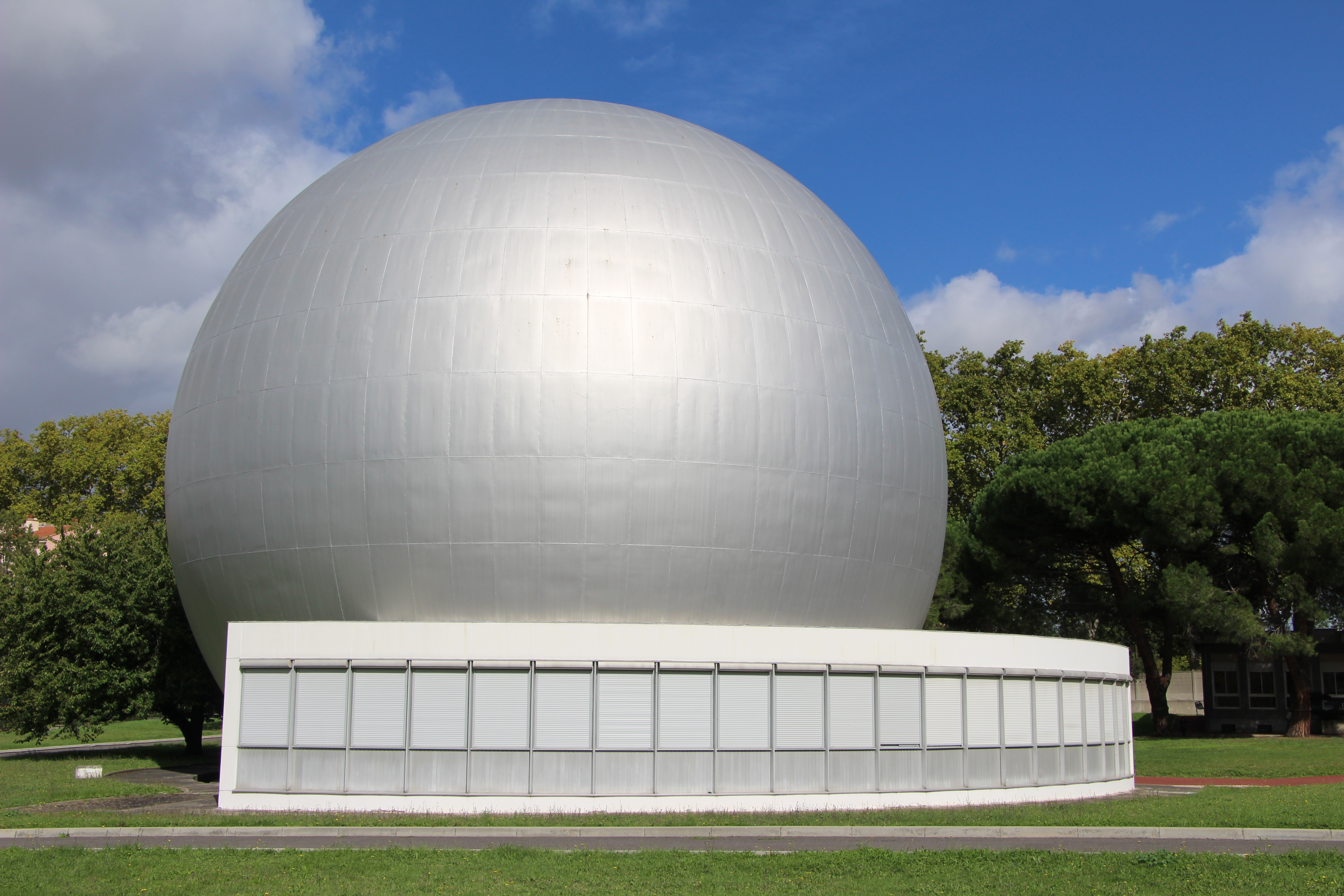
La Boule del CEMES-CNRS

El CEMES és un laboratori de recerca fonamental en física de l'estat sòlid, nanociències, química molecular i ciència de materials. La seva activitat abasta des de la síntesi de (nano)materials i sistemes moleculars, l'estudi i modelització de les seves estructures i propietats físiques (òptiques, mecàniques, electròniques i magnètiques), fins a la seva integració en dispositius i a la manipulació d'aquests objectes individuals a escala nanomètrica o atòmica.
La major part d’aquesta activitat recolza en una instrumentació avançada, raó per la qual un bon nombre d’estudis realitzats en aquest laboratori tenen com a objectiu el desenvolupament instrumental i metodològic en els àmbits de la microscòpia electrònica de transmissió (MET), la microscòpia de proximitat i l'espectroscòpia òptica. Aquests temes de recerca i desenvolupament integren estudis teòrics i de modelització duts a terme a diferents escales dins el laboratori.
El CEMES és un laboratori del CNRS (Centre national de la recherche scientifique) associat a la Universitat Paul Sabatier (Universitat de Tolosa III) de Tolosa de Llenguadoc i a l'INSA (Institut national des sciences appliquées). Es va inaugurar l'any 1988 com a successor del LOE (Laboratoire d'optique électronique) creat l'any 1949 pel professor Gaston Dupouy i traslladat el 1957 a l'emplaçament actual de la zona de Rangueil de Tolosa, a la riba del Canal del Migdia.
En col·laboració amb la comunitat acadèmica, el CEMES participa en la formació que s'imparteix a la universitat a tots els nivells: grau, màster i doctorat.
El personal del CEMES està integrat actualment per unes 140 persones (dades del 2024: 40 investigadors CNRS a temps complet, 27 catedràtics i profesors universitaris titulars, 33 enginyers i personal tècnic i administratiu, 12 postdoctorands, 30 doctorands i nombrosos estudiants de grau).

## Objectius
1. Estudiar estructures i propietats de nanomaterials i nanoestructures a escala atòmica.
2. Establir relacions entre nano i microestructures i les propietats físiques de diversos tipus de materials i nanomaterials.
3. Inventar i desenvolupar nous instruments i tècniques de mesurament i/o metodologies per a l'estudi d'aquests (nano)objectes a escales rellevants (espacial i temporal).
4. Crear i desenvolupar prototips de nanomàquines moleculars.

## Equips de recerca
La recerca es desenvolupa en set equips:
- PPM: Física de la plasticitat i la metal·lúrgia
- M3: Materials multiescala i multifuncionals
- SINanO: Superfícies, interfícies i nanoobjectes
- MEM: Materials i dispositius per a l'electrònica i al magnetisme
- NeO: Nanoòptica i nanomaterials per a l’òptica
- I3EM: Interferometria in situ i instrumentació per a microscòpia electrònica
- GNS: Nanociència

## Principals equipaments científics
Els equipaments d’experimentació del CEMES responen a les necessitats de fabricació i imatgeria de nanoobjectes i de manipulació de les seves propietats físiques: 8 microscopis electrònics de transmissió (inclosos 2 prototips) destinats a l’anàlisi química, la identificació de defectes, la imatge atòmica, l’holografia electrònica i estudis in situ; 7 microscopis de proximitat (STM 4 puntes, STM baixa T UHV, 2 AFM-NC/KPFM, Photon STM, 2 AFM comercials); 3 difractòmetres de raigs X (incloent un WAXS i un microdifractòmetre de pólvores); 4 espectròmetres Raman (visible, UV, TERS...); 3 bancs de mesures òptiques (fotoluminescència, reflectivitat, decadència de fluorescència, magnetoòptica...); 1 implantador d'ions d'ultrabaixa energia; 2 aparells de polvorització (un dels quals amb font de nanopartícules), 1 MBE, 1 RIE, diversos aparells de deposició metàl·lics, dielèctrics i de passivació, litografia làser i òptica, 2 FIB (un dels quals amb sistema de litografia electrònica) i diverses eines de caracterització de materials.

## La Boule
L’anomenat La Boule (‘La Bola’) és un edifici esfèric d'acer de 25 metres de diàmetre, icona del CEMES, construït sota l’impuls de Gaston Dupouy i inaugurat el 1959 pel general Charles de Gaulle, l’objectiu del qual va ser acollir un microscopi electrònic d’1,5 milió de volts que va romandre operatiu entre 1960 i 1991. Aquest microscopi original va ser posteriorment desmuntat, però l'accelerador d'electrons es conserva encara sota la volta de l'esfera.